# کالبدشناسی دوزخ
کالبدشناسی دوزخ (فرانسوی: Anatomie de l'enfer‎) یک فیلم درام اِروتیک فرانسوی به کارگردانی کاترین بریا است که در سال ۲۰۰۴ میلادی منتشر شد.
این فیلم طبق گفتهٔ کارگردانش، دنبالهٔ فیلم رمانس است.